# Ngũ trí Như Lai

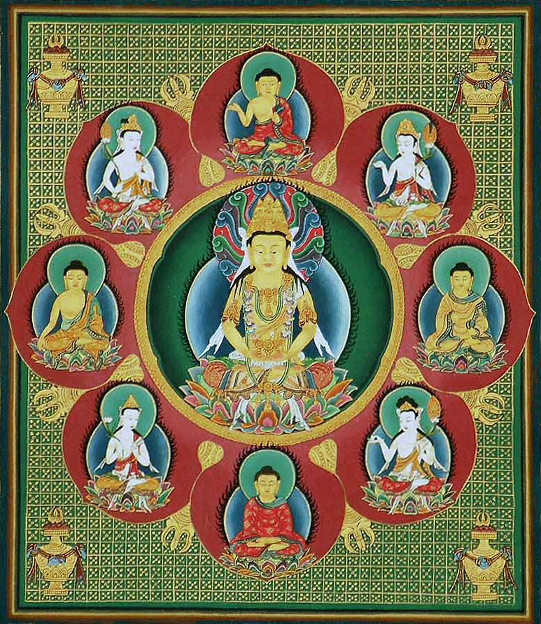
Tranh vẽ Ngũ phật trên vải

Ngũ Phật (còn được gọi là Ngũ Trí Như Lai, Ngũ Trí Phật, Ngũ Phương phật hay Ngũ Thiền Định Phật) là năm vị Phật trong Mật Tông lấy Đại Nhật Như Lai (Tỳ Lô Giá Na Như Lai) làm chủ tôn. Có sự khu biệt giữa Ngũ Phật giới Kim Cương và Ngũ Phật giới Thai Tạng. Năm đức Phật này đại diện cho 5 phẩm chất của con người và tạo ra sự tuyệt mỹ và hay nhất để phá bỏ những sai trái trong 5 phẩm chất đó. Mỗi đức Phật là một con đường tuyệt diệu để đi đến cảnh giới Niết Bàn và Vô sanh. Tu theo những vị đó sẽ mau chóng vào được cung điện Niết Bàn.
Ngũ trí Như Lai là 5 vị Phật tối cao của Phật giáo Tây Tạng:
1. Đại Nhật Như Lai (Tỳ Lô Giá Na Như Lai, Vairochana)
2. A Súc Bệ Như Lai (Akshobhya)
3. Bảo Sanh Như Lai (Ratnasambhava)
4. A Di Đà Như Lai (Amitabha)
5. Bất Không Thành Tựu Như Lai (Amoghasiddhi)

## Ngũ Phật giới Kim Cương
Ngũ Phật giới Kim Cương gồm Phật Tỳ Lô Giá Na (Đại Nhật Như Lai) , Phật A Súc Bệ, Phật Bảo Sanh, Phật A Di Đà, Phật Bất Không Thành Tựu. Năm vị Phật này cư trú ở năm vòng giải thoát ở chính giữa Mạn Đà La của giới Kim Cương.

## Mạn Đà La cửu Phật
Trong truyền thống Tạng Mật, Phật Vô Lượng Thọ là ứng Báo thân Phật của Phật A Di Đà, là tượng trưng của trường thọ và trí tuệ. Toàn thân Ngài có sắc đỏ hồng, như một ngọn núi quý được tạo thành bởi vô vàn đá quý màu đỏ, khoác thiên y đẹp đẽ có đủ 5 màu sắc, trang sức đủ cả tám loại chân bảo và 13 loại trang nghiêm, ngồi kiết già nguy nga, đoan chính trên Nguyệt Luân giữa tòa sen.

## Ngũ Phật giới Thai Tạng
Là tên gọi của năm Như Lai: Đại Nhật Như lai, Bảo Tràng Như Lai (Ratnaketu), Khai Phu Hoa Vương Như Lai (Samkusumita –Ràjia – Ta thãgata), Vô Lượng Thọ Như Lai (Amitayus Budtha), Thiên Cổ Lôi Như Lai (Divyađumubhi Meghanirghosa), cũng chính là năm vị Phật ngồi trên đài sen 8 lá ở giữa Mạn Đà La của giới Thai Tạng. Trong đó, giới Kim Cương là Mạn Đà La kết quả, biểu thị trí; giới Thai Tạng là Mạn Đà La nguyên nhân, biểu thị lý. Tuy chủng tử tự và sắc tướng của năm vị Phật khác nhau, nhưng về bản chất thì không có nhiều khác biệt.